# فاتح بن فرج‌الله
فاتح بن فرج‌الله (به عربی: فاتح بن فرج الله ؛ زادهٔ ۱۵ آوریل ۲۰۰۱) یک کشتی‌گیر آزادکار اهل الجزایر است. وی سابقه حضور در المپیک ۲۰۲۰ توکیو و المپیک ۲۰۲۴ پاریس را دارد.